# Pinarayi
Pinarayi é uma vila no distrito de Kannur, no estado indiano de Kerala.

## Demografia
Segundo o censo de 2001, Pinarayi tinha uma população de 15 828 habitantes. Os indivíduos do sexo masculino constituem 47% da população e os do sexo feminino 53%. Pinarayi tem uma taxa de literacia de 86%, superior à média nacional de 59,5%: a literacia no sexo masculino é de 88% e no sexo feminino é de 85%. Em Pinarayi, 9% da população está abaixo dos 6 anos de idade.